# 日野聡vs立花慎之介 平成ニッポン・国取り合戦ラジオ!!
『日野聡vs立花慎之介 平成ニッポン・国取り合戦ラジオ!!』（ひのさとしバーサスたちばなしんのすけ へいせいニッポン・くにとりがっせんラジオ）は、「アニたまどっとコム」（ラジオ関西）にて2009年4月4日から2013年3月30日まで放送されていたラジオ番組。
「アニたまどっとコム」公式HP内にて、webラジオとして毎週火曜日に配信されていた。

## 番組概要
- 毎回1つの都道府県を取り上げ、名産品やデートスポットなどの魅力を紹介をしつつパーソナリティーの2人が勝負して国取りをする番組である。また、地域活性化を目指しており、パーソナリティーの2人は自称・地域活性化大使である。
- 尚、取り上げる都道府県は、ダーツで決められている（第8回より）。
- この番組の企画案は立花慎之介が作成。理由としては「日野くんと一緒に番組したい」[1]とマネージャーに言った事がきっかけである（第1回より）。
- 「国取り丸」という番組マスコットキャラクターが存在する[2]。
- 放送回数を重ねるごとに番組の趣旨が徐々に変化しており、パーソナリティの2人に求められるものが、スタッフが笑ったり喜んだりするものが増えているという[3]。
- 第34回にて、以前から話に出ていたパーソナリティー2人によるユニットの結成と、2人が歌う番組テーマソングの制作が正式に発表された。第39回にて初披露され、第40回よりオープニング曲として使用を開始した。第43回にて、ユニット名とエンディングテーマ制作の決定が発表された。第46回にて初披露され、エンディング曲として使用を開始した。
- 第54回にて、番組開始から丸1年を突破した為、番組内容がリニューアルされ、『国取り合戦』のコーナーは第49回（第四十七陣）にて終了。尚、合戦の行われていない「高知県の陣」に関しては第55回にて、DJCD参ノ巻で行われる事が発表された。
- 第50回 - 第53回は『ふつおたスペシャル』、第54回は『祝・46都道府県制覇!国取り合戦ラジオ1周年記念パーティー』の特別企画が放送された。

## パーソナリティー
- 日野聡（出身地：アメリカ合衆国 ※東京育ち）
- 立花慎之介（出身地：岐阜県）

ユニット名：ELEKITER ROUND φ （エレキテル・ラウンド・ゼロ）
番組内では、日野を「おじき」、立花を「若」と呼び、女性リスナーは「姫」、男性リスナーは「殿」と呼んでいる。ゲストは「客人」と紹介される。

## 各コーナー（番組の流れ）

### 1年目
オープニング
パーソナリティ―2人によるフリートーク。途中から、毎回取り上げるご当地の品などの名前を使い、パーソナリティーの2人が週替わりで、合戦の意気込みを一言言いタイトルコールをする物に変更されている。
みんなが砦 ご当地かわら版
各地域の基本情報を集め、紹介するコーナー。
ご当地恋愛奉行
ご当地のデートスポットを紹介するコーナー。
ご当地に合わせて、恋愛奉行のパーソナリティー2人が告白台詞に挑戦・披露する。
国取り合戦
パーソナリティーの2人が「ご当地グルメ」（各地域の名産品）と番組スタッフが用意した魚沼産コシヒカリを賭けて勝負を来る広げるコーナー。ゲストが来た場合は、ゲストも参戦する。引き分けの場合は、じゃんけんで勝敗を決め、第14回より敗者は、エンディングにて罰ゲームを行う。

エンディング
その回に取り上げたご当地（都道府県）情報を振り返り、白地図に情報を記入。最後に、取り上げた都道府県のオリジナルCMを放送して終了。

### 2年目
取り上げる都道府県を、2週に渡って紹介する形式に変更された。
オープニング
1年目と変わらず、パーソナリティー2人によるフリートーク。
人生楽ありゃ苦もあるさ!国取り道中奉行
ふつおたのコーナー。
みんなで作るご当地検定
リスナーから、毎回取り上げる都道府県に関するクイズ（3択形式）を募集して、パーソナリティーの2人が挑戦する。毎回、3回勝負を行い、勝者は「花丸ポイント」を1つ獲得出来る。先に5ポイント獲得した方が真の勝者となり番組から賞品が、敗者には罰ゲームが与えられる。ゲストが来た際は、花丸ポイントの変動が無い代わりに、敗者には罰ゲームが執行される。
国取り印の新名物
『みんなで作るご当地検定』と隔週で行われるコーナー。毎回取り上げる都道府県のご当地グルメ（1年目に番組で紹介した食材）を1つ題材にして、リスナーからアレンジ案を募集。その中から3作品をパーソナリティーの2人が試食して、1位を決める。尚、アレンジで使用する食品や調味料は「スタジオで用意出来る簡単な物」に限られている。
エンディング
1年目と変わらず、その回に取り上げたご当地（都道府県）の情報を振り返る。最後に、パーソナリティー2人が隔週交代で、ゲストが来た際はゲストが2週続けて『明日を生き抜く一言心得』を言い終了。

## 合戦録
| 放送 リスト | 放送日          | 合戦地域 【テーマ】      | 勝負名                                                                           | 供物【賞品】 （ご当地グルメ）                                     | 勝者                | 罰ゲーム                                                            | 備考                                                                            |
| ----------- | --------------- | ------------------------ | -------------------------------------------------------------------------------- | ----------------------------------------------------------------- | ------------------- | ------------------------------------------------------------------- | ------------------------------------------------------------------------------- |
| 第1回       | 2009年 4月5日   | 初陣◆ 兵庫県の陣         | 『1分間でラジオ関西の番組名を いくつ言える対決』                                 | いかなご                                                          | 立花慎之介          | 罰ゲームなし                                                        |                                                                                 |
| 第2回       | 2009年 4月12日  | 第弐陣◆ 東京都の陣       | 『333を目指せ! 万歩計ふりふり対決』                                              | TOKYO X                                                           | 立花慎之介          | 罰ゲームなし                                                        | 立花2連勝                                                                       |
| 第3回       | 2009年 4月18日  | 第参陣◆ 長崎県の陣       | 『豆乳でちゃんぽん! 入っているフルーツ、わかるかな〜?』                          | 佐世保バーガー                                                    | 日野聡              | 罰ゲームなし                                                        | 日野、初勝利                                                                    |
| 第4回       | 2009年 4月25日  | 第四陣◆ 岐阜県の陣       | 『ズレたらダメ! 模造紙の中心で足踏み対決』                                       | 飛騨牛ビーフカレー                                                | 立花慎之介          | 罰ゲームなし                                                        | 合戦地域は立花の出身地 放送日は立花の誕生日                                     |
| 第5回       | 2009年 5月2日   | 第五陣◆ 岡山県の陣       | 『桃太郎を呼べ! 動物鳴きマネ・対決』                                             | きびだんご                                                        | 日野聡              | 罰ゲームなし                                                        |                                                                                 |
| 第6回       | 2009年 5月9日   | 第六陣◆ 岩手県の陣       | 『モーモーパニック セロテープはがし対決』                                        | 盛岡冷麺（じゃじゃ麺）                                            | 日野聡              | 罰ゲームなし                                                        | じゃんけんで勝敗を決定した                                                      |
| 第7回       | 2009年 5月16日  | 第七陣◆ 宮城県の陣       | 『仙台七夕祭り! 小学生の夢当て対決』                                             | 牛タン                                                            | 立花慎之介          | 罰ゲームなし                                                        |                                                                                 |
| 第8回       | 2009年 5月23日  | 第八陣◆ 鳥取県の陣       | 『砂を制する者は国を制する! 重さ当て対決』                                       | らっきょう                                                        | 立花慎之介          | 罰ゲームなし                                                        | 番組初のゲスト・近藤孝行が参戦                                                  |
| 第9回       | 2009年 5月30日  | 第九陣◆ 宮崎県の陣       | 『初夏のキャンプ対決! かなづちトントン対決』                                     | 宮崎地鶏炊き込みご飯、 マンゴーラムネ                             | 立花慎之介          | 罰ゲームなし                                                        | 立花3連勝                                                                       |
| 第10回      | 2009年 6月6日   | 第十陣◆ 新潟県の陣       | 『豪雪地帯を削れ!かき氷ゴリゴリ対決』                                            | 魚沼産コシヒカリのおにぎり、 笹川流れの塩                         | 日野聡              | 罰ゲームなし                                                        | おにぎりは、敗者・立花のお手製                                                  |
| 第11回      | 2009年 6月13日  | 第十一陣◆ 広島県の陣     | 『ミルクを絞れ!雑巾絞り対決』                                                    | 倉橋牡蠣入り平焼きかまぼこ                                        | 立花慎之介          | 罰ゲームなし                                                        |                                                                                 |
| 第12回      | 2009年 6月20日  | 第十二陣◆ 三重県の陣     | 『F-1グランプリ!フーフー1対決』                                                  | 老伴、 松阪牛パイ                                                 | 日野聡              | 罰ゲームなし                                                        |                                                                                 |
| 第13回      | 2009年 6月27日  | 第十三陣◆ 神奈川県の陣   | 『チャルメラ!笛の値段当て対決』                                                  | サンマーメン                                                      | 日野聡              | 罰ゲームなし                                                        |                                                                                 |
| 第14回      | 2009年 7月4日   | 第十四陣◆ 和歌山県の陣   | 『タマ駅長を目指せ! 動物の鳴きマネ対決』                                         | 柿ドレッシング                                                    | 日野聡              | 皿洗い                                                              | 日野3連勝 罰ゲーム開始                                                          |
| 第15回      | 2009年 7月11日  | 第十五陣◆ 大分県の陣     | 『積み上げろ!たまごボーロ対決』                                                  | チョリソ、 かぼすスカッシュ                                       | 立花慎之介          | 赤ちゃん言葉                                                        |                                                                                 |
| 第16回      | 2009年 7月18日  | 第十六陣◆ 福井県の陣     | 『溢れちゃう!ツルツルいっぱい対決』                                              | 焼き鯖寿司、 羽二重餅                                             | 日野聡              | スクワット                                                          |                                                                                 |
| 第17回      | 2009年 7月25日  | 第十七陣◆ 茨城県の陣     | 『あーれー!悪代官グルグル対決』                                                  | 水戸天狗納豆、 石岡鈴木牧場ヨーグルト                             | 立花慎之介          | 携帯電話で「い・ば・ら・き」と打ち 予測変換で最初に出た各単語を発表 | ハプニング発生の為、 じゃんけんで勝敗を決定した                                 |
| 第18回      | 2009年 8月1日   | 第十八陣◆ 愛知県の陣     | 『ななちゃん大好き!股下くぐり対決』                                              | 寿がきやラーメン                                                  | 間島淳司、 日野聡   | 語尾に「みぽりん」を付けて喋る                                      | ゲスト・間島淳司が参戦 ゲスト初勝利 日野は立花と同点の為、 じゃんけんで決定した |
| 第19回      | 2009年 8月8日   | 第十九陣◆ 香川県の陣     | 『金比羅山で幸せ! 黄色いアイテム対決』                                           | さぬきの夢2000 半生うどん                                         | 立花慎之介          | 高校球児っぽく爽やかに喋る                                          | 日野の誕生日を祝う                                                              |
| 第20回      | 2009年 8月15日  | 第二十陣◆ 奈良県の陣     | 『金が鳴る鳴る!法隆寺対決』                                                      | 三輪素麺                                                          | 立花慎之介          | 聖徳太子っぽく喋る                                                  |                                                                                 |
| 第21回      | 2009年 8月22日  | 第二十一陣◆ 長野県の陣   | 『ペロペロ・オリンピック! アイスクリーム溶かし対決』                             | 野沢菜茶漬け、 蜂の子                                             | 日野聡              | 氷を口に含んだまま喋る                                              |                                                                                 |
| 第22回      | 2009年 8月29日  | 第二十二陣◆ 北海道の陣   | 『美味さに感動!札幌ポロポロ対決』                                                | じゃがバター とうもろこし                                         | 日野聡              | 『北の国から』の田中邦衛っぽく喋る                                  | 番組初の3回勝負 第1・2戦は、 じゃんけんで決定した 合計2勝した日野が真の勝者     |
| 第23回      | 2009年 9月5日   | 第二十三陣◆ 北海道の陣2  | 『熱くてクラクラ!クラーク博士対決』 『もっこりがポイント! 早口マリモッコリ対決』 | ハンバーグカレー、 海鮮丼                                         | 立花慎之介、 日野聡 | 語尾に「コン」を付けて喋る                                          | 番組初の3回勝負 第1・2戦は、 じゃんけんで決定した 合計2勝した日野が真の勝者     |
| 第24回      | 2009年 9月12日  | 第十四陣◆ 千葉県の陣     | 『目指せ千葉県知事! 健作で検索対決』                                             | びわゼリー マザー牧場グルメ                                       | 立花慎之介          | 猫耳と語尾に「ニャン」を付けて喋る                                  |                                                                                 |
| 第25回      | 2009年 9月19日  | 第二十五陣◆ 鹿児島県の陣 | 『プッシュでリフレッシュ! 顎とおでこでパンチ対決』                               | 薩摩揚げ                                                          | 立花慎之介          | 酔っ払った演技で喋る                                                |                                                                                 |
| 第26回      | 2009年 9月26日  | 第二十六陣◆ 福島県の陣   | 『腰使いが大切! フラフラ・フラフープ対決』                                       | 会津のこづゆ、 にしんの山椒漬け                                   | 立花慎之介          | 虎っぽく威嚇しながら喋る                                            |                                                                                 |
| 第27回      | 2009年 10月3日  | 第二十七陣◆ 秋田県の陣   | 『秋田犬でNo.1! ワンワン・ランキング対決』                                       | 秋田こまち、 きりたんぽ、 いぶりがっこ                            | 立花慎之介          | 女性っぽく喋る                                                      | 立花4連勝                                                                       |
| 第28回      | 2009年 10月10日 | 第二十八陣◆ 滋賀県の陣   | 『言い直せ!井伊直弼対決』                                                        | 鮒寿司、 赤こんにゃく                                             | 日野聡              | DJっぽく喋る                                                        |                                                                                 |
| 第29回      | 2009年 10月17日 | 第二十九陣◆ 埼玉県の陣   | 『勉強するなら埼玉県! シャーペン・カチカチ対決』                                 | 麩菓子、 狭山茶                                                   | 立花慎之介          | ハニカミながら喋る                                                  |                                                                                 |
| 第30回      | 2009年 10月24日 | 第三十陣◆ 富山県の陣     | 『ダムで大放出!無駄知識対決』                                                    | ホタルイカの塩辛、 鯛型のかまぼこ                                 | 引き分け            | キス音を入れながら喋る                                              | 日野の提案により、 番組初の敗者無し 罰ゲームは2人で行われた                     |
| 第31回      | 2009年 10月31日 | 第三十一陣◆ 島根県の陣   | 『はっけよーいのこった! 雷電為衛門・紙相撲対決』                                 | 出雲そば                                                          | 日野聡              | 押しの強い宣伝マンっぽく喋る                                        | 紙相撲は、2人のお手製                                                           |
| 第32回      | 2009年 11月7日  | 第三十二陣◆ 京都府の陣   | 『いざ立ち上がれ!平等院鳳凰堂対決』                                              | しば漬け、 千枚漬け、 九条ねぎキムチ                              | 立花慎之介          | 舞妓っぽく喋る                                                      |                                                                                 |
| 第33回      | 2009年 11月14日 | 第三十三陣◆ 愛媛県の陣   | 『削り節で日本一!えんぴつ削り対決』                                              | みかん、 みかんごはん                                             | 立花慎之介          | 宇宙人っぽく喋る                                                    |                                                                                 |
| 第34回      | 2009年 11月21日 | 第三十四陣◆ 栃木県の陣   | 『木がいっぱい!栃木県の漢字対決』                                                | 日光山椒うどん、 宇都宮餃子                                       | 立花慎之介          | 猿っぽく喋る                                                        | じゃんけんで勝敗を決定した                                                      |
| 第35回      | 2009年 11月28日 | 第三十五陣◆ 熊本県の陣   | 『燃え上がれ!マッチ棒対決』                                                      | いきなり団子                                                      | 日野聡              | 暑苦しく喋る                                                        | じゃんけんで勝敗を決定した                                                      |
| 第36回      | 2009年 12月5日  | 第三十六陣◆ 佐賀県の陣   | 『探ぬ!風船宝探し対決』                                                          | つぶし蟹、 貝柱の粕漬け                                           | 日野聡              | お婆ちゃんっぽく喋る                                                |                                                                                 |
| 第37回      | 2009年 12月12日 | 第三十八陣◆ 沖縄県の陣   | 『長寿の血! 長生きキャラクター・クイズ対決』                                     | 沖縄そば、 ジーマーミ豆腐、 海ぶどう、 ルートビア                 | 立花慎之介          | ゴーヤジュースを飲む                                                |                                                                                 |
| 第38回      | 2009年 12月19日 | 第三十八陣◆ 埼玉県の陣2  | 『クリスマスまでもうちょっと! JUSTプレゼント対決』                               | 埼玉県で買ったケーキ                                              | 斎賀みつき          | ゲストが負ければ、新曲を流せない                                    | 番組初の女性ゲスト・ 斎賀みつき参戦、 じゃんけんで勝敗を決定した                |
| 第39回      | 2009年 12月26日 | 合戦お休み               |                                                                                  |                                                                   |                     |                                                                     |                                                                                 |
| 第40回      | 2010年 1月2日   | 合戦お休み               |                                                                                  |                                                                   |                     |                                                                     |                                                                                 |
| 第41回      | 2010年 1月9日   | 第三十九陣◆ 静岡県の陣   | 『若優先! お茶でアチャーなピンポン対決』                                         | 静岡おでん、 お茶カレー、 茶プリン、 わさびラムネ                 | 立花慎之介          | 自分が出せる最高に高い声で喋る                                      |                                                                                 |
| 第42回      | 2010年 1月16日  | 第四十陣◆ 福岡県の陣     | 『しゃもじにタッチ! ホークス、グルグル・バット対決』                             | 辛子明太子、 あまおう                                             | 日野聡              | 「ピヨピヨ」を付けながら喋る                                        |                                                                                 |
| 第43回      | 2010年 1月23日  | 第四十一陣◆ 山形県の陣   | 『蔵王でガオー! アイスモンスター討伐対決』                                       | いも煮、 プチゼリーチェリー、 最上川淡雪                          | 日野聡              | 初々しい中学生男子っぽく喋る                                        |                                                                                 |
| 第44回      | 2010年 1月30日  | 第四十二陣◆ 山口県の陣   | 『キレちゃダメ! プチプチでブチブチ対決』                                         | ふぐの雑炊、 つや姫                                               | 立花慎之介          | 長州小力のモノマネか、 ヤンデレっぽく喋る                           | 日野は、長州小力を選択                                                          |
| 第45回      | 2010年 2月6日   | 第四十三陣◆ 徳島県の陣   | 『傘がグルグル!キーワード渦潮対決』                                              | 半田うどん、 淡紅豆腐、 みさとの梅干し                            | 立花慎之介          | 鳴門海峡のモノマネで喋る                                            |                                                                                 |
| 第46回      | 2010年 2月13日  | 第四十四陣◆ 石川県の陣   | 『犬千代を目指せ!バウリンガル対決』                                              | 鹿島どら焼き、 いかの一夜干し、 鯛の子風味                        | 立花慎之介          | 能登麻美子っぽい声で喋る                                            |                                                                                 |
| 第47回      | 2010年 2月20日  | 第四十五陣◆ 青森県の陣   | 『頑張れ世界遺産! チアリーディング対決』                                         | いか寿司、 いちご煮、 ソフトりんご、 シャイニー・アップルジュース | 立花慎之介          | 演歌っぽく拳を利かせながら喋る                                      |                                                                                 |
| 第48回      | 2010年 2月27日  | 第四十六陣◆ 群馬県の陣   | 『空っ風を起こせ!メンコ・ペロリン対決』                                          | 両州赤鶏焼き鳥、 ヘルシーバーグ、 下仁田ネギ茶                    | 日野聡              | 動物園を演じながら喋る                                              |                                                                                 |
| 第49回      | 2010年 3月6日   | 第四十七陣◆ 山梨県の陣   | 『お色気露天風呂! あっち向いてホイ対決』                                         | ほうとう                                                          | 立花慎之介          | 絶叫しながら喋る                                                    | 合戦、終了。                                                                    |

## ゲスト
ゲストが来る際は、必ずゲストの出身地が取り上げられる。
ラジオ
- 2009年5月23日放送分 - 近藤孝行（出身地：鳥取県）
- 2009年8月1日放送分 - 間島淳司（出身地：愛知県）
- 2009年12月19日放送分 - 斎賀みつき[15]（出身地：埼玉県）
- 2010年6月26日、2010年7月3日放送分 - 寺島拓篤（出身地：石川県）
- 2011年10月1日、2011年10月8日放送分 - 安元洋貴（出身地：山口県）

DJCD
- 弐ノ巻 - 福山潤（出身地：大阪府）
- 参ノ巻 - 小野大輔（出身地：高知県）
- 四ノ巻 - 斎賀みつき（出身地：埼玉県）、寺島拓篤（出身地：石川県）
- 伍ノ巻 - 菅沼久義（出身地：東京都）
- 六ノ巻 - 間島淳司（出身地：愛知県）
- 七ノ巻 - 近藤孝行（出身地：鳥取県）

## テーマソング
パーソナリティーの二人によるユニット、ELEKITER ROUND φが歌う番組オリジナルソング。作詞は、立花が担当している。オープニング曲は第40回から、エンディング曲は第46回から使用されている。
オープニングテーマソング
- 『ヰシン志士』

番組の内容に合わせた和風テイストのロック調になっている。
尚、2010年にテレビ番組『アニソ〜ンぷらす』の10月度エンディングテーマに起用された。
エンディングテーマソング
- 『キセキ』

和風テイストの曲調は保ちつつ、オープニングテーマと違い番組内容と関係なく、バラード調のラブソングになっている。

## 関連商品
発売元：マリン・エンタテインメント。

### ラジオCD
新規録音分が収録されたCDと、放送13回分が収録されたMP3CDの2枚組。結ノ巻は最終回の収録模様の映像DVDと、第89回から209回のmp3が収録されたDVDの2枚組。豪華版は封入特典として各巻にイベントのオフショット映像DVDが追加される。
- 日野聡vs立花慎之介 平成ニッポン・国取り合戦ラジオ!! 壱ノ巻（2009年8月14日発売）
- 日野聡vs立花慎之介 平成ニッポン・国取り合戦ラジオ!! 弐ノ巻 〜大阪府の陣〜（2009年12月29日発売）
- 日野聡vs立花慎之介 平成ニッポン・国取り合戦ラジオ!! 参ノ巻 〜高知県の陣〜（2010年8月13日発売）
- 日野聡vs立花慎之介 平成ニッポン・国取り合戦ラジオ!! 四ノ巻（2011年5月7日発売）
- 日野聡vs立花慎之介 平成ニッポン・国取り合戦ラジオ!! 伍ノ巻 〜東京都の陣〜（2011年8月12日発売）
- 日野聡vs立花慎之介 平成ニッポン・国取り合戦ラジオ!! 六ノ巻（2012年3月28日発売）
- 日野聡vs立花慎之介 平成ニッポン・国取り合戦ラジオ!! 七ノ巻（2012年12月26日発売）
- 日野聡vs立花慎之介 平成ニッポン・国取り合戦ラジオ!! 結ノ巻（2013年5月29日発売）